# Kōki Kanō
Kōki Kanō (en japonès 加納 虹輝), alternativament Koki Kano és un tirador d'esgrima dretà japonès.

## Trajectòria
Kano va ser membre de l'equip japonès que va guanyar l'or a la modalitat d'espasa per equips als Jocs Olímpics d’estiu de 2020 celebrats a Tòquio. Va ser la primera medalla d'or olímpica del Japó en esgrima.
Kano va guanyar la modalitat d’espasa individua als Campionats asiàtics d'esgrima de 2022 i 2023. El 2024 va guanyar la plata en la modalitat d'espasa per equips.
Als Jocs Olímpics d'estiu de 2024 celebrats a París, Kano va guanyar la medalla d'or a la modalitat d’espasa individual, superant el francès Yannick Borel. Aquesta va ser la primera medalla d'or individual del Japó en qualsevol prova d'esgrima. També va guanyar la medalla de plata a la prova d'espasa per equips.

## Palmarès

### Medalles als Jocs Olímpics
| Any  | Localització | Esdeveniment      | Posició | Ref    |
| ---- | ------------ | ----------------- | ------- | ------ |
| 2021 | Tòquio Japó  | Espasa per equips | 1       | [ 10 ] |
| 2024 | París França | Espasa individual | 1       | [ 11 ] |
| 2024 | París França | Espasa per equips | 2       | [ 9 ]  |

### Campionats del Món
| Any  | Localització    | Esdeveniment      | Posició | Ref    |
| ---- | --------------- | ----------------- | ------- | ------ |
| 2022 | El Caire Egipte | Espasa per equips | 3       | [ 12 ] |

### Campionats d'Àsia
| Any  | Localització          | Esdeveniment      | Posició | Ref    |
| ---- | --------------------- | ----------------- | ------- | ------ |
| 2018 | Bangkok, Tailàndia    | Espasa individual | 3       | [ 13 ] |
| 2019 | Tòquio, Japó          | Espasa per equips | 3       | [ 14 ] |
| 2022 | Seül, Corea del Sud   | Espasa individual | 1       | [ 4 ]  |
| 2022 | Seül, Corea del Sud   | Espasa per equips | 3       | [ 4 ]  |
| 2023 | Wuxi, R.P. de la Xina | Espasa individual | 1       | [ 15 ] |
| 2023 | Wuxi, R.P. de la Xina | Espasa per equips | 1       | [ 16 ] |
| 2024 | Kuwait, Kuwait        | Espasa per equips | 2       | [ 17 ] |

### Copa del món
| Data | Localització         | Esdeveniment      | Posició |
| ---- | -------------------- | ----------------- | ------- |
| 2017 | Heidenheim, Alemanya | Espasa individual | 3       |
| 2017 | París, França        | Espasa individual | 3       |
| 2019 | Heidenheim, Alemanya | Espasa individual | 3       |
| 2019 | Vancouver, Canadà    | Espasa individual | 1       |
| 2022 | Vancouver, Canadà    | Espasa individual | 1       |
| 2023 | Heidenheim, Alemanya | Espasa per equips | 3       |
| 2024 | Heidenheim, Alemanya | Espasa per equips | 2       |